# Wioletta Frankiewicz
Wioletta Frankiewicz, née Janowska le 9 juin 1977, est une athlète polonaise, spécialiste du demi-fond et du fond. Elle concourt surtout sur 1 500 m mais aussi sur 3 000 m steeple.

## Palmarès

### Jeux olympiques
- Jeux olympiques de 2004 à Athènes ( Grèce)
  - éliminée en séries sur 1 500 m

### Championnats du monde d'athlétisme
- Championnats du monde d'athlétisme de 2005 à Helsinki ( Finlande)
  - éliminée en séries sur 1 500 m
  - 14e sur 3 000 m steeple

### Championnats du monde d'athlétisme en salle
- Championnats du monde d'athlétisme en salle de 2003 à Birmingham ( Royaume-Uni)
  - éliminée en séries sur 3 000 m
- Championnats du monde d'athlétisme en salle de 2004 à Budapest ( Hongrie)
  - éliminée en séries sur 3 000 m

### Championnats d'Europe d'athlétisme
- Championnats d'Europe d'athlétisme de 2006 à Göteborg ( Suède)
  -  Médaille de bronze sur 3 000 m steeple
- Championnats d'Europe d'athlétisme de 2010 à Barcelone ( Espagne)
  -  Médaille de bronze sur 3 000 m steeple

### Championnats d'Europe d'athlétisme en salle
- Championnats d'Europe d'athlétisme en salle de 2005 à Madrid ( Espagne)
  - 9e sur 1 500 m